# 李熹
李熹可以指：
- 李載冕
- 李熹 (？)，中国人民解放军东部战区新闻发言人、海军大校